# Паперові океани
Паперові океани (англ. Sea Salt & Paper) — карткова гра французьких авторів Бруно Катала та Тео Рів'єр, яка була випущена 2022 року французьким видавництвом Bombyx та з 2023 року розповсюджується компанією MM-Spiele. У 2023 році гра була включена до списку рекомендацій Spiel des Jahres, номінована на нагороду Graf Ludo за найкращий дизайн та виграла нагороду À-la-carte. У 2022 році гра була номінована на премію Golden Geek як Легка гра року. В Україні локалізована видавництвом «IGAMES».

## Ідея та компоненти
Спочатку назва може навести на думку, що це різновид Камінь, ножиці, папір, однак коробка гри відразу переносить гравців у яскравий океан. Гра включає 58 карт, інструкцію та 6 допоміжних карток, упакованих у маленьку картонну коробку без використання пластику. Дизайн гри надзвичайний, різноманітний і барвистий — жодна карта, за винятком 4 карток русалок, не повторюється. Орігамі-арт художників Люсьєна Дерайна та П'єра-Іва Галларда був представлений у фотографічному стилі, що додає грі візуальної унікальності. Ретельно складені риби, мушлі, восьминоги, акули, пінгвіни та інші персонажі розкривають безліч деталей. 11 різних кольорів фону, 13 типів карток і допоміжні карти роблять гру майже мовно незалежною. 
Паперові океани є картковою грою, яка виглядає унікально серед інших карткових ігор. Карти мають різні символи, які допомагають гравцям відрізняти типи карт. У верхньому лівому куті вказано тип карти (колекційні, дуетні та мультиплікатори очок), поруч розміщено символ ColorADD, кольорова абетка для кольорових незрячих. 3 з 6 допоміжних карт показують палітру «ColorADD The Color Alphabet», що допомагає гравцям, які не розрізняють кольори, визначати, скільки карт кожного кольору є в грі. У правому нижньому куті карт відображено кількість карток кожного типу, наприклад, дві карти моряка.

## Ігровий процес
На початку кожного раунду всі карти перемішуються і викладаються у вигляді колоди для витягування. Дві верхні карти кладуться поруч долілиць, починаючи два відбійних стоси. Гра відбувається в кількох раундах, у кожному з яких гравці ходять по черзі, доки хтось не ініціює підрахунок очок. Гра завершується, коли один із гравців набирає 40/35/30 очок при двох/трьох/чотирьох гравцях або коли один із гравців збере всі чотири карти русалок.
Кожен хід починається з добору карти. Гравець може взяти одну з двох відкритих карт з відбійних стосів або витягнути дві закриті карти з колоди, з яких одна залишається на руках, а інша відкладається до відбійного стосу.
Існує чотири типи карт. Колекційні карти набирають на руку: це восьминоги, мушлі, пінгвіни та моряки. Рідкісні карти приносять більше очок у раунді.
Дуетні карти діють тільки в парі та запускають додаткові функції:
- Пара крабів дозволяє обрати карту з відбійного стосу.
- Два човни дають можливість здійснити додатковий хід.
- Два риби дають можливість взяти верхню карту з колоди.
- Пара плавця і акули дозволяє вкрасти у іншого гравця випадкову карту з руки.

Кожна пара дуетних карт дає один бал наприкінці раунду.
Мультиплікаторні карти збільшують цінність відповідного типу карт під час підрахунку очок. Серед них маяк, що підвищує цінність човнів; зграя риб, яка збільшує цінність карток риб; колонія пінгвінів, що підвищує цінність пінгвінів; і капітан, що збільшує цінність моряків.
Карти русалок додають бонус за колір. Якщо гравець тримає на руках карту русалки під час підрахунку очок, він отримує по одному очку за кожну карту найбільш поширеного кольору. Якщо у гравця кілька русалок, бонус нараховується за інші кольори. Якщо гравець збере всі чотири русалки, він автоматично виграє гру.
Колекційні, мультиплікаторні та русалкові карти зберігаються на руках, тоді як дуетні карти можна викладати для виконання додаткових функцій.
Підрахунок очок можна розпочати, якщо гравець набирає щонайменше сім очок. В такому разі гравець оголошує «Стоп» або «Останній шанс». При «Стоп» всі гравці підраховують свої очки. При «Останній шанс» гравець робить ставку, і всі інші гравці отримують ще один хід. Якщо гравець, який оголосив «Останній шанс», виграє, він отримує додатковий колірний бонус. Якщо ж хтось з інших гравців набирає більше очок, тільки інші отримують бонус.

## Цільова аудиторія та ігрова концепція
Цільова аудиторія: 2–4 гравці віком від 8 років; тривалість гри складає близько 30–45 хвилин.
Паперові океани можна описати як поєднання «Джин Раммі» (Gin Rummy), «Кабо» (Cabo) та «Мова квітів» (Tussie Mussie). Гра є захопливим дуелем із тактичним ухилом для двох гравців. При більшій кількості учасників гра втрачає тактичний компонент та більше залежить від удачі. Вона добре підходить для коротких ігор під час подорожей чи як «розігрів» або «завершення» ігрового вечора.

## Доповнення: Extra Salt
У 2023 році вийшло доповнення Sea Salt & Paper Extra Salt з вісьмома додатковими картами, що вводять п’ять нових функцій. Медуза разом з плавцем дозволяє пропустити хід іншого гравця, омар у поєднанні з крабом дає можливість переглянути п’ять верхніх карт колоди, крабовий кошик додає по одному балу за кожну крабову карту, морська зірка разом з будь-якою парою дуетних карт приносить три бали, але без виконання додаткової функції, а морський коник є джокером і замінює будь-яку колекційну карту.